# Hallodapus rufescens
Hallodapus rufescens is een wants uit de familie van de blindwantsen (Miridae). De soort werd het eerst wetenschappelijk beschreven door Hermann Burmeister in 1835.

## Uiterlijk
Het vrouwtje van deze bruinrode blindwants is ovaal en altijd kortvleugelig en kan 2,5 tot 4 mm lang worden. Het mannetje is langwerpig ovaal en kan kortvleugelig of langvleugelig zijn, de langvleugelige variant kan 5 mm lang worden. Het lichaam is bedekt met lichte haartjes. Zowel het halsschild als het scutellum zijn bruinrood, de kop is donkerder bruin. Aan de voorkant van het corium en voor het uiteinde van het hoornachtige deel van de vleugels bevinden zich witte vlekken. De pootjes zijn roodkleurig. De antennes zijn roodbruin met uitzondering van het einde van het eerste segment en het begin van het tweede segment die wit gekleurd zijn.

## Leefwijze
De wants overwintert als eitje. De volwassen wantsen worden waargenomen op zand en veengrond van eind juni tot in oktober in heidegebied onder graspollen in de buurt van nesten van de gele weidemier (Lasius flavus). Het is onduidelijk welke relatie de wants met deze mier heeft.

## Leefgebied
De soort is in Nederland zeldzaam. Het verspreidingsgebied is Palearctisch, van Europa tot Siberië en het Verre Oosten in Azië.